# Vinciguerria
Vinciguerria ist eine Gattung sehr kleiner Tiefseefische aus der Ordnung Maulstachler (Stomiiformes), die in allen Weltmeeren vorkommt. Sie gilt als eine der individuenreichsten Wirbeltiergattungen der Welt.

## Merkmale
Vinciguerria-Arten haben einen schlanken, langgestreckten Körper und erreichen eine maximale Länge von 4,5 bis 8 Zentimeter. Ihre Augen sind normal entwickelt oder leicht röhrenförmig. Die Fettflosse ist kurz und befindet sich über dem hinteren Rand der Afterflosse. Die Basis der Afterflosse ist kürzer oder gleich lang wie die Basis der Rückenflosse. Die Afterflosse beginnt unter der Mitte oder dem Ende der Rückenflossenbasis. Die Bauchflossen stehen etwas vor dem Ansatz der Rückenflosse. Der Körper ist mit mehreren Reihen gut ausgebildeter Leuchtorgane ausgestattet. Auf der Prämaxillare und an der Spitze des Unterkiefers stehen die Zähne in einer Reihe. Der Gaumen ist bezahnt, die Zunge ist unbezahnt.

## Arten
Es gibt fünf Arten:

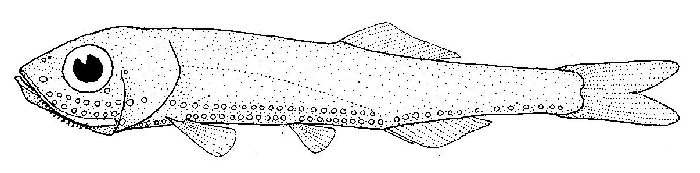
Vinciguerria nimbaria

- Vinciguerria attenuata (Cocco, 1838)
- Vinciguerria lucetia (Garman, 1899)
- Vinciguerria mabahiss Johnson & Feltes, 1984
- Vinciguerria nimbaria (Jordan & Williams, 1895)
- Vinciguerria poweriae (Cocco, 1838)

## Systematik
Die Gattung Vinciguerria wurde 1896 durch die US-amerikanischen Ichthyologen David Starr Jordan und Barton Warren Evermann eingeführt und nach dem italienischen Ichthyologen Decio Vinciguerria benannt. Sie wurde 1974 durch den US-amerikanischen Ichthyologen Stanley H. Weitzman in die Familie der Leuchtfische (Phosichthyidae) gestellt, für die jedoch keine morphologischen Apomorphien angegeben wurden und die sich in morphologischen Untersuchungen als Paraphylum herausgestellt hat. Vinciguerria wurde deshalb Anfang 2025 in die Familie Stomiidae verschoben.